# Quierschied
Quierschied est une commune de Sarre (Allemagne), située dans la Communauté urbaine de Sarrebruck.

## Personnalités liées à cette commune
- Armin Hary (né le 22 mars 1937), athlète allemand spécialiste du sprint, double champion olympique en 1960.
- Bruno Simma (né le 29 mars 1941), juriste allemand qui a été juge à la Cour Internationale de Justice de 2003 à 2012.
- Nicole Johänntgen (1981-), musicienne née à Fischbach-Camphausen.